# زغن أباد
زغن‌ أباد هي قرية في مقاطعة ورزقان، إيران. عدد سكان هذه القرية هو 347 في سنة 2006.